# 1657

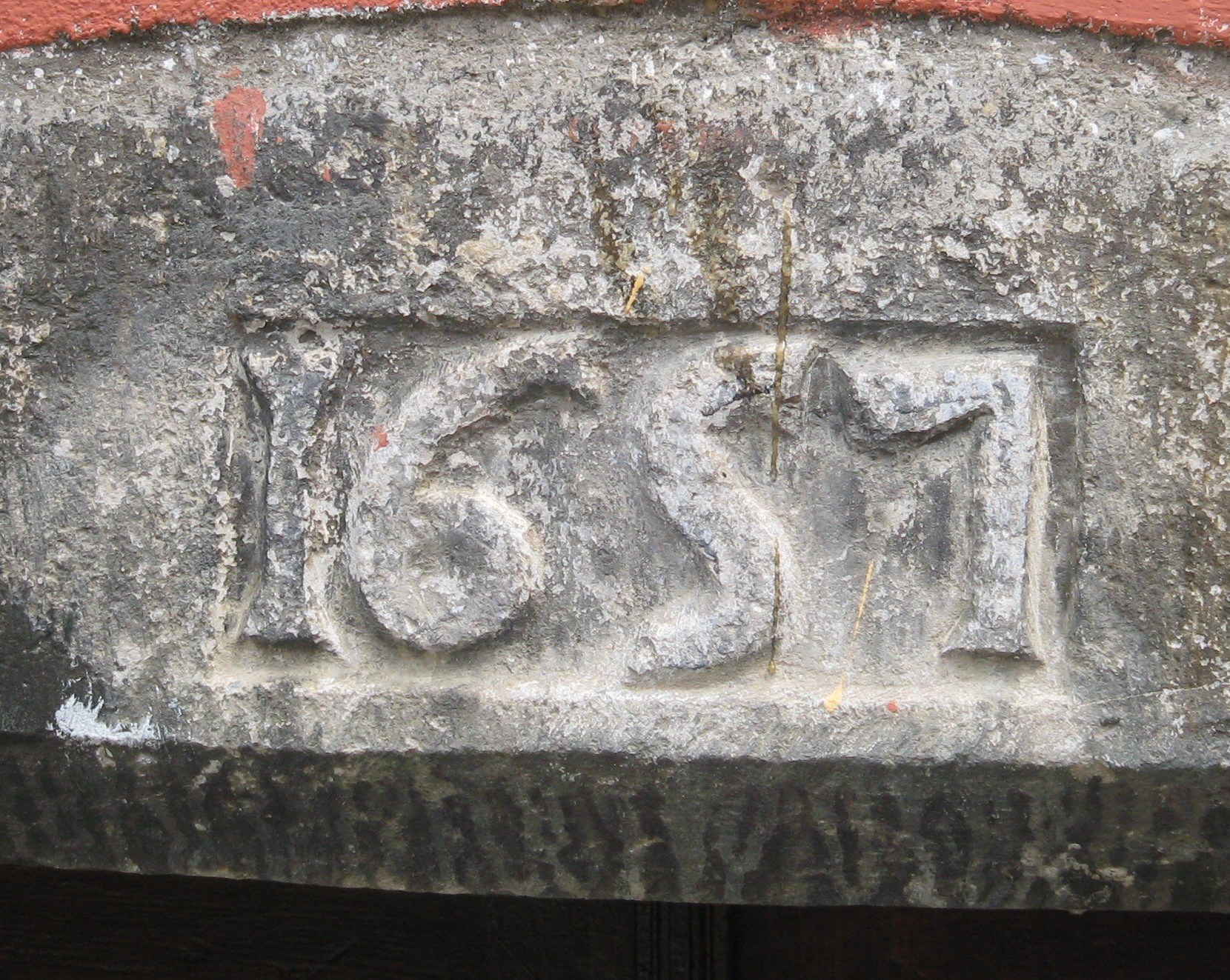
Llinda d'una casa de la Vall d'Aran.

## Esdeveniments
Països Catalans
- Perpinyà: El cardenal Giulio Raimondo Mazzarino crea el regiment Regiment Català Mazarí format per dos batallons.

Resta del món
- Liparit III Dadiani esdevé mtavari de Mingrèlia succeint al seu germà Levan II Dadiani quan aquest va morir.
- Mont-real, Quebec: és fundada l'església de Notre-Dame-de-Bon-Secours, tot i que l'edifici actual és de 1771.

## Naixements
Països Catalans

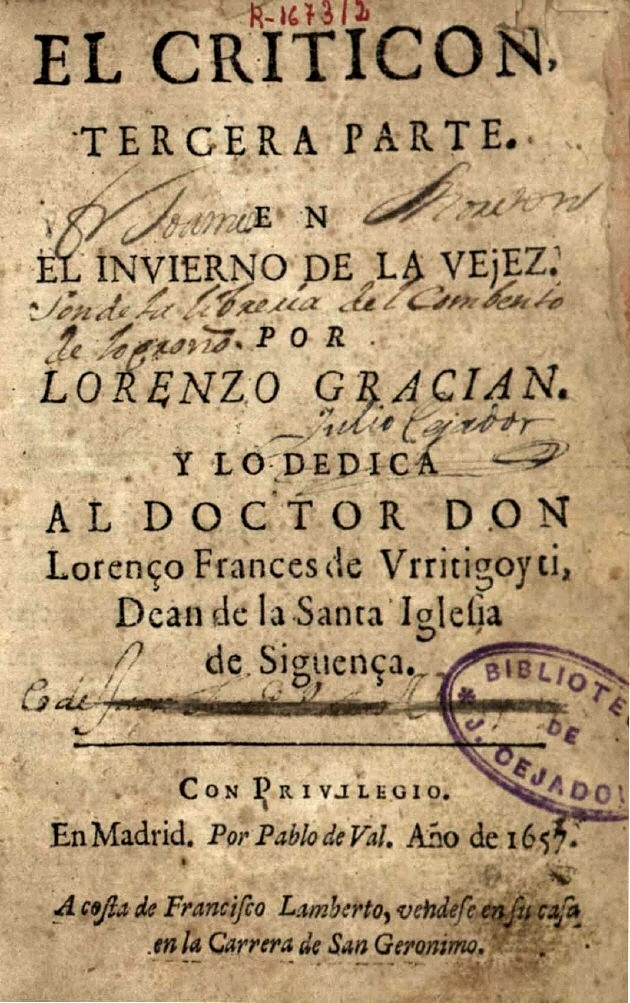
Tercera part de «El Criticón» de Baltasar Gracián.

- 16 de setembre, Martorell: Gabriel Manalt i Domènech, sacerdot, organista, mestre de capella i compositor.
- Barcelona: Joan Baptista Rocabert, mestre de capella de l'abadia de Montserrat

Resta del món
- 11 de juliol, Kaliningrad: Frederic I de Prússia, Margrave elector de Brandenburg, Rei de Prússia, primer rei de Prússia.
- 15 de desembre, París: Michel Richard Delalande, compositor, organista i violinista francès.
- Graz: Guido Starhemberg, militar austríac lluità contra en batalles contra els turcs.

## Necrològiques
Països Catalans
- 24 de març: Philippe de La Mothe-Houdancourt, comte de la Mothe-Houdancourt, militar francès, duc de Cardona, mariscal de França i virrei de Catalunya, que lluità a la Guerra dels Segadors i en diversos escenaris de la Guerra dels Trenta Anys.
- Perpinyà: Llàtzer Tramulles, escultor català feu els retaules de Cameles, Brullà, Trullars, Santa Maria d'Arles i Sant Jaume de Perpinyà (al Rosselló).

Resta del món
- 2 d'abril Jean-Jacques Olier, sacerdot francès, representant de l'escola espiritual francesa i fundador de la Companyia dels Sacerdots de Sant Sulpici.
- 29 d'abril, París: Jacques Stella, pintor del Classicisme francès; les seues obres es caracteritzen per elegants figures de modelat escultòric.
- 6 d'octubre, Imperi Otomà: Katib Çelebi, historiador bibliògraf i geògraf turc.
- Levan II Dadiani, mtavari de Mingrèlia.
- Viena: Ferran III del Sacre Imperi Romanogermànic, Emperador del Sacre Imperi Romanogermànic, arxiduc d'Àustria, rei d'Hongria i rei de Bohèmia.
- Jean de Lascaris-Castellar, Gran Mestre de l'Orde de Malta.